# Lộc Tấn
Lộc Tấn là một xã thuộc tỉnh Đồng Nai, Việt Nam.
Xã Lộc Tấn có diện tích 138,05 km², dân số năm 2005 là 7.376 người, mật độ dân số đạt 53 người/km².